# Phillippe Aumont
Pour les articles homonymes, voir Aumont.
Phillippe Aumont (né le 7 janvier 1989 à Hull, Québec, Canada) est un ancien lanceur droitier des Ligues majeures de baseball ayant évolué de 2012 à 2015 chez les Phillies de Philadelphie.

## Ligues mineures
Élevé dans un quartier défavorisé de Gatineau, Aumont quitte en 2003, à l'âge de 14 ans, le domicile familial pour résider avec son entraîneur Stéphane Pétronzio, l'épouse de celui-ci et leurs trois enfants. Il fréquente l'École secondaire du Versant (en) à Gatineau.
Aumont, un lanceur droitier de 2,01 m possédant une excellente balle rapide est sélectionné par les Mariners de Seattle en première ronde du repêchage des Ligues majeures de baseball de 2007. Il est le 11e joueur choisi au total. Il est le premier joueur québécois de l'histoire à être repêché en première ronde, et le troisième Canadien repêché le plus haut.
En 2008, le baseball majeur le classe 33e dans la liste des 50 meilleurs joueurs d'avenir.
Le 5 avril 2008, il lance pour les Timber Rattlers du Wisconsin, alors le club-école de niveau A des Mariners. En 15 présences au monticule, dont 8 départs, au cours d'une saison écourtée par une blessure au coude, il compile un dossier de 4-4 avec une moyenne de points mérités de 2,75 et 50 retraits sur des prises en 55 manches et deux tiers lancées.
En 2009, à l'âge de 20 ans, Philippe Aumont participe au camp d'entraînement des Mariners à Peoria en Arizona.
Aumont a entrepris la saison 2009 en classe A avec les Mavericks de High Desert, équipe affiliée aux Mariners de la Ligue américaine, où il est converti en lanceur de relève. En juin 2009, il est promu en classe AA chez les Diamond Jaxx de West Tennessee. Avec deux équipes, il réussit 16 sauvetages et enregistre 59 retraits sur des prises en seulement 51 manches lancées en 2009.
Le 16 décembre 2009, Aumont et deux autres joueurs d'avenir (le lanceur droitier J. C. Ramírez et le voltigeur Tyson Gillies) passent aux Phillies de Philadelphie dans la transaction qui envoie le lanceur étoile Cliff Lee à Seattle. Les Phillies de Philadelphie le font lancer à nouveau comme lanceur partant. Il participe au camp d'entraînement de l'équipe et, après avoir songé à le faire jouer au niveau A, le club décide de l'envoyer en classe AA avec les Phillies de Reading de la Ligue Eastern. Avec Reading, il ne remporte qu'une seule de ses sept décisions et affiche une moyenne de points mérités de 7,43 avec 38 retraits sur des prises et autant de buts-sur-balles. Les Phillies décident en juin de le rétrograder en classe A et Aumont se rapporte aux Threshers de Clearwater, dans la Florida State League.
Il est promu au niveau AAA en juin 2011 et rejoint l'équipe de Lehigh Valley. Après une saison 2010 plus difficile, il connaît une bonne saison 2011 avec une moyenne de points mérités de 2,68 et une moyenne de 13,1 retraits sur des prises par 9 manches lancées en 43 sorties pour Reading et Lehigh Valley. Il s'aligne de nouveau avec Lehigh Valley en 2012.

## Ligue majeure de baseball

### Phillies de Philadelphie
Le 20 août 2012, Aumont est pour la première fois rappelé des ligues mineures par les Phillies de Philadelphie. Aumont fait ses débuts dans la Ligue majeure de baseball avec les Phillies le 23 août 2012 lorsqu'il lance une manche sans donner de point ni de coup sûr aux Reds de Cincinnati. En 18 apparitions au monticule pour les Phillies en 2012, Aumont réussit 14 retraits sur des prises contre 9 buts-sur-balles en 14 manches et deux tiers. Sa seule décision est une défaite, il obtient deux sauvetages et sa moyenne de points mérités se chiffre à 3,68.
Il obtient le statut d'agent libre après avoir refusé un renvoi aux ligues mineures le 24 juin 2015.

### White Sox de Chicago
Aumont signe un contrat des ligues mineures avec les Blue Jays de Toronto le 24 juillet 2015 mais ne joue ni de match des majeures, ni de match des mineures avec eux. En novembre 2015, il signe un contrat des ligues mineures avec les White Sox de Chicago.
Le 6 juin 2016, après deux défaites subies au cours du weekend précédent avec son équipe des Knights de Charlotte, Aumont annonce sa retraite.

## International
Aumont participe à la Coupe du monde de baseball 2007 pour le Canada. À sa seule apparition du tournoi, il accorde deux coups sûrs mais aucun point à l'équipe de Cuba, en plus d'enregistrer un retrait sur des prises en deux manches.
Membre de l'équipe du Canada à la Classique mondiale de baseball 2009, il lance une manche sans accorder de point. Il est aussi membre de l'équipe canadienne à la Classique mondiale de baseball 2013.